# زنان در بنگلادش
وضعیت زنان در بنگلادش در طی چند قرن گذشته در معرض تغییرات اساسی بوده‌است. زنان بنگلادشی از زمان به دست آوردن استقلال این کشور در سال ۱۹۷۱ پیشرفت‌های چشمگیری داشته‌اند. در چهار دهه گذشته شاهد افزایش توانمندی سیاسی زنان، چشم‌انداز بهتر شغل، افزایش فرصت‌های تحصیل و تصویب قوانین جدید برای حمایت از حقوق خود بوده‌ایم، هرچند که سیاست‌های بنگلادش در مورد حقوق زنان تحت تأثیر ارزش‌های مردسالار است. تا تاریخ ۲۰۱۸، نخست‌وزیر بنگلادش، رئیس مجلس، رهبر مخالف زنان بودند. بنگلادشی‌ها همچنین از سال ۱۹۸۸ مردی را به عنوان نخست‌وزیر انتخاب نکرده‌اند.

## تاریخ
داده‌های موجود در مورد سلامت، تغذیه، آموزش و عملکرد اقتصادی نشان می‌دهد که در دهه ۱۹۸۰ وضعیت زنان در بنگلادش به‌طور قابل توجهی پایین‌تر از وضعیت مردان بود. زنان، طبق عرف و عمل، تقریباً در تمام جنبه‌های زندگی خود مطیع مردان بودند. استقلال بیشتر امتیاز ثروتمندان یا ضرورت فقیران بود.

## آموزش و توسعه اقتصادی

### تحصیلات

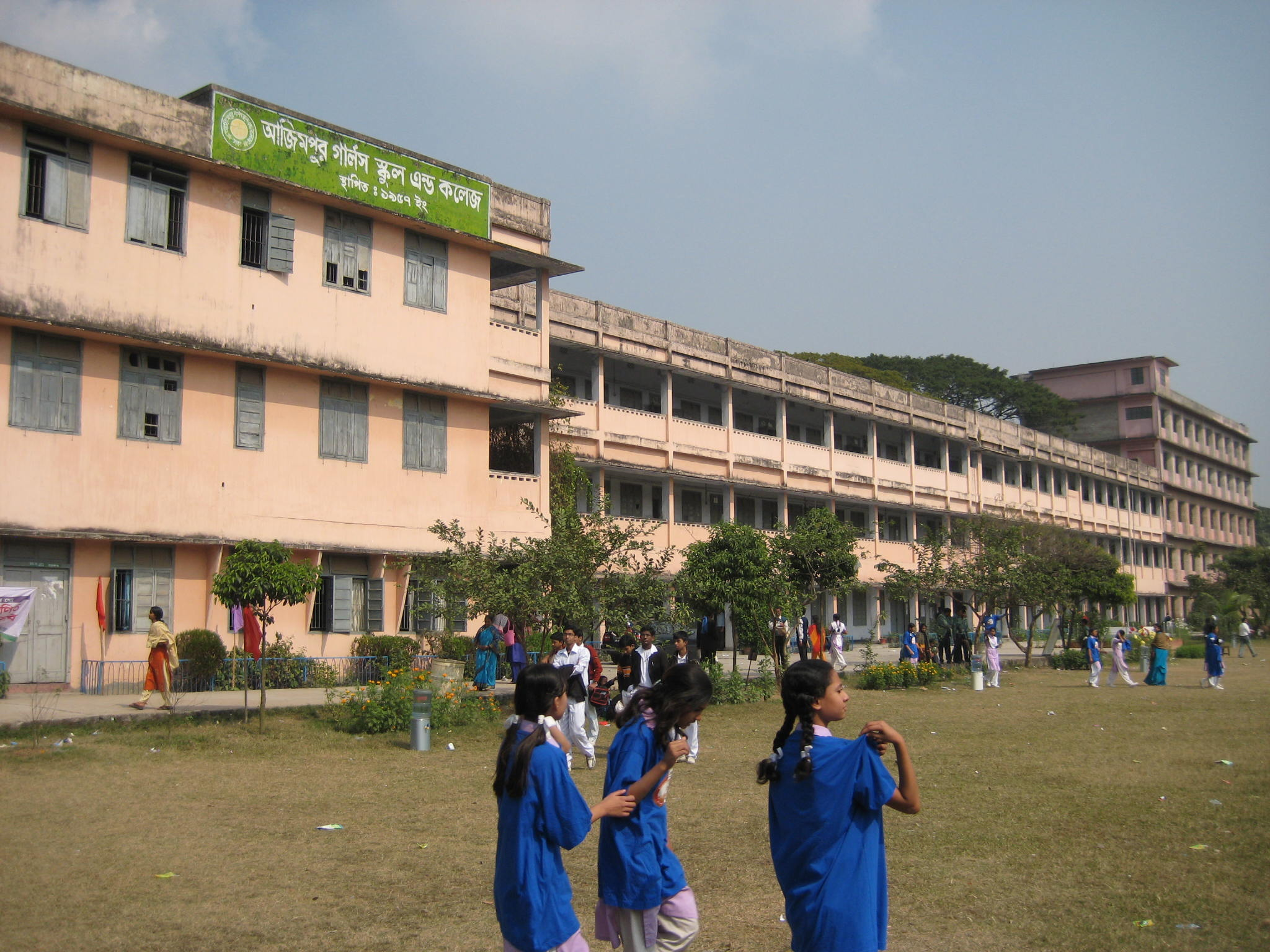
مدرسه دخترانه عظیم پور در بنگلادش

میزان سواد در بنگلادش بر اساس تخمین‌های ۲۰۱۲ برای جمعیت در سنین ۱۵ سال و بالاتر، برای زنان (۵۵٫۱٪) در مقایسه با مردان (۶۲٫۵٪) پایین‌تر است.
طی دهه‌های گذشته، بنگلادش سیاست‌های آموزشی خود را بهبود بخشیده‌است؛ و دسترسی دختران به آموزش افزایش یافته‌است. در دهه ۱۹۹۰، ثبت نام دختران در دبستان به سرعت افزایش یافته‌است. اگرچه در حال حاضر برابری جنسیتی در ثبت نام‌ها در مقطع ابتدایی و متوسطه پایین وجود دارد، اما درصد دختران در سال‌های بعد از دوره متوسطه کاهش می‌یابد.

### مشارکت نیروی کار
زنان در بنگلادش مشغول فعالیتهای شغلی زیادی هستند، از کارهای داخل خانه گرفته تا کارهای خارج از منزل. کار زنان اغلب رده پایین و با حقوق کم گزارش شده‌است.

### حقوق زمین و مالکیت
حقوق وراثت زنان ضعیف است: قوانین تبعیض آمیز و هنجارهای اجتماعی مردسالاری دسترسی بسیاری از زنان به زمین را دشوار می‌کند. بیشتر زنان مطابق تفسیرهای محلی از قانون شریعت ارث می‌برند.

## جنایات علیه زنان
بودایی‌های بومی و هندو جاموما با پیشینه سینو و تبت با هدف تشدید خشونت و سیاست‌های نسل‌کشی توسط بنگلادشی مورد هدف دولت بنگلادشی قرار گرفته‌اند، زیرا مهاجران قومی بنگالی به سرزمین‌های جاموما حاکم شدند ، کنترل ارتش را به دست گرفتند و با ارتش بنگلادشی درگیر تجاوز جنسی گسترده به زنان شدند. قتل‌عام کل روستاها و حمله به اماکن مذهبی هندو و بودایی با هدفگذاری عمدی راهبان و راهبه‌ها صورت گرفت.
در مناطق روستایی بنگلادش تجاوز به عنف توسط ۱/۸ مردان انجام شده‌است.

### ازدواج کودکان
بنگلادش یکی از بالاترین میزان ازدواج کودکان در جهان را دارد. ۲۹٪ دختران قبل از سن ۱۵ سالگی و ۶۵٪ قبل از ۱۸ سالگی ازدواج می‌کنند. اقدام دولت تأثیر چندانی نداشته و متناقض بوده‌است: اگرچه دولت قول داده‌است که تا سال ۲۰۴۱ به ازدواج فرزندان پایان دهد، نخست‌وزیر در سال ۲۰۱۵ کوشید که سن ازدواج دختران را از ۱۸ به ۱۶ کاهش دهد. استثنائی در قانون وضع شده‌است به گونه ای که ازدواج در ۱۶ سالگی با رضایت والدین مجاز است.

## سایر نگرانی‌ها

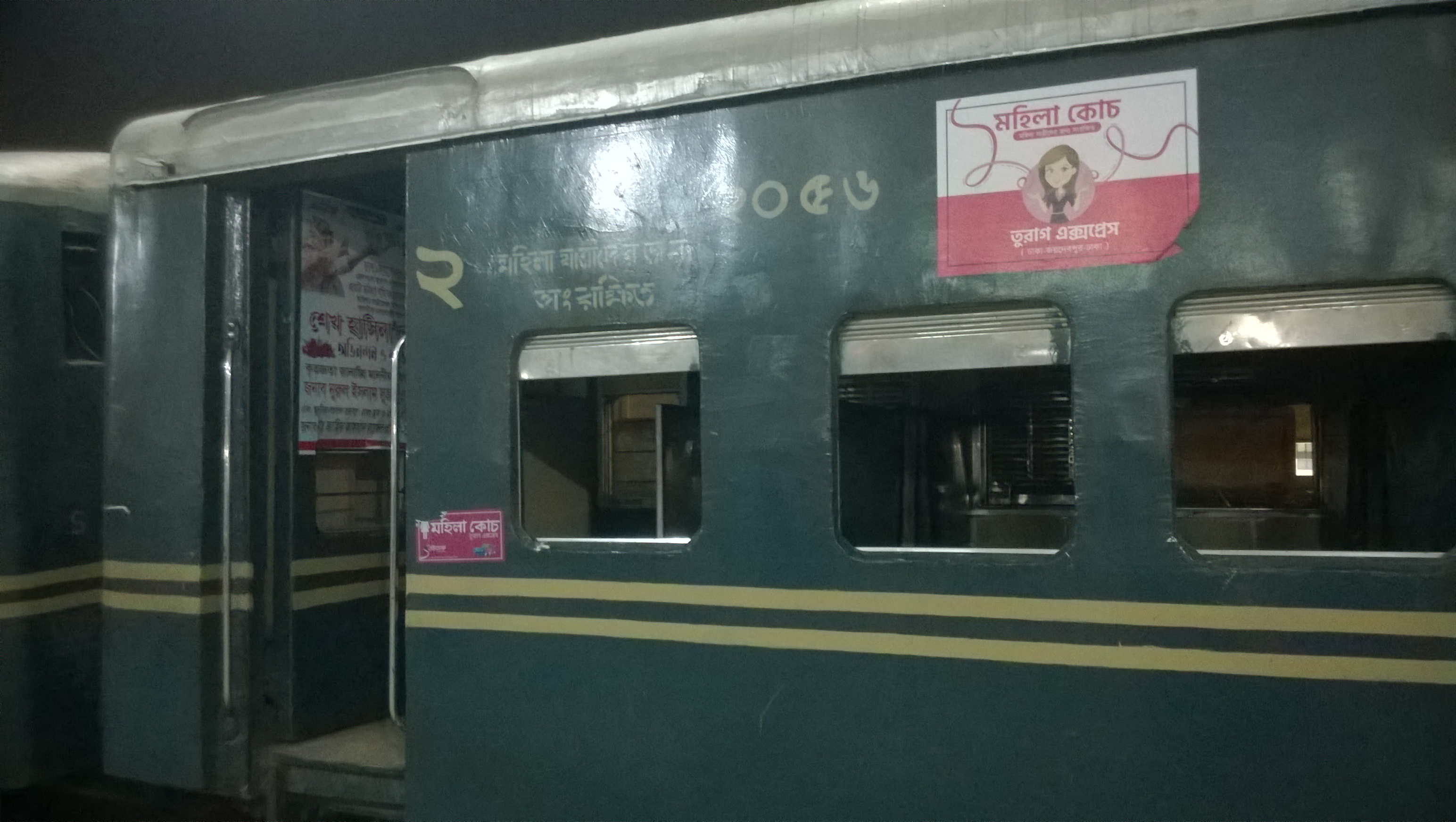
مربی زن در راه آهن بنگلادش

### سلامتی
میزان مرگ و میر مادران در بنگلادش ۲۴۰ کشته / ۱۰۰۰۰۰ تولد است (سال ۲۰۱۰). عفونت‌های انتقالی از راه جنسی نسبتاً شایع است، اگرچه نرخ ایدز کم است. یک مطالعه در سال ۲۰۱۴ نشان داد که دانش زنان بنگلادشی دربارهٔ بیماری‌های مختلف بسیار ضعیف است. بنگلادش اخیراً برنامه‌های آموزشی ماماها را برای بهبود سلامت باروری و نتایج آن گسترش داده‌است.

### برنامه‌ریزی خانوادگی
قبلاً در دهه ۱۹۹۰، برنامه‌ریزی خانواده در بنگلادش از اهمیت بسیار بالایی برخوردار بود. نرخ باروری کل (TFR) ۲٫۴۵ کودک متولد / زن است (تخمین سال ۲۰۱۴).

## نگارخانه

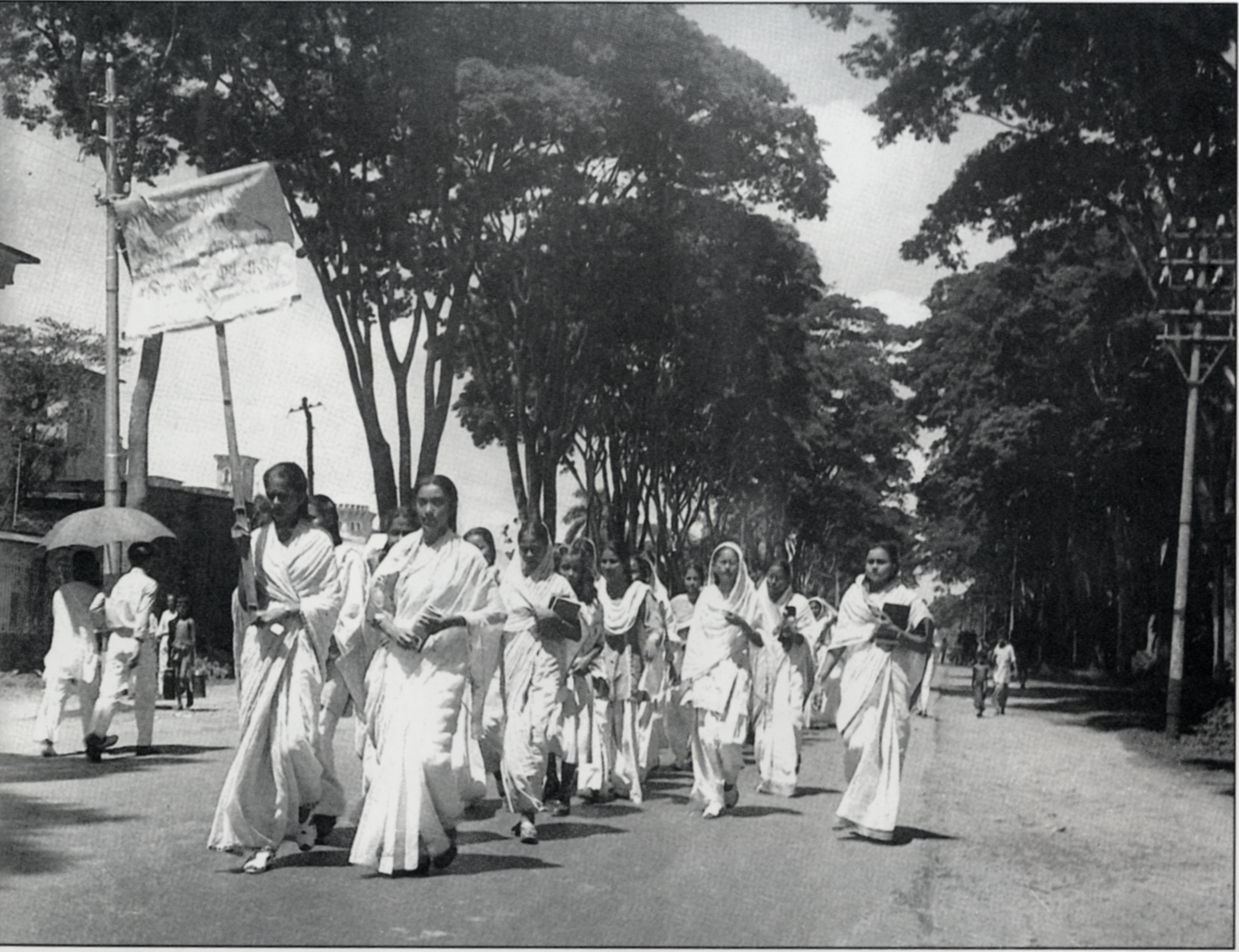
زنان بنگلادشی در اولین سالگرد جنبش زبان بنگالی در دانشگاه داکا در سال ۱۹۵۳ راهپیمایی کردند.
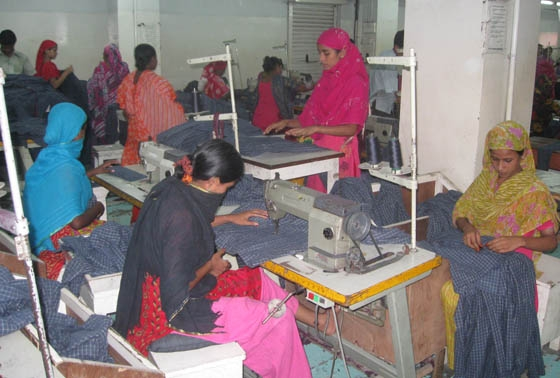
زنان بیشترین نیروی کار صنعت پوشاک و صادرات بنگلادش را تشکیل می‌دهند که بیشترین سهم را در رشد اقتصادی این کشور دارند.
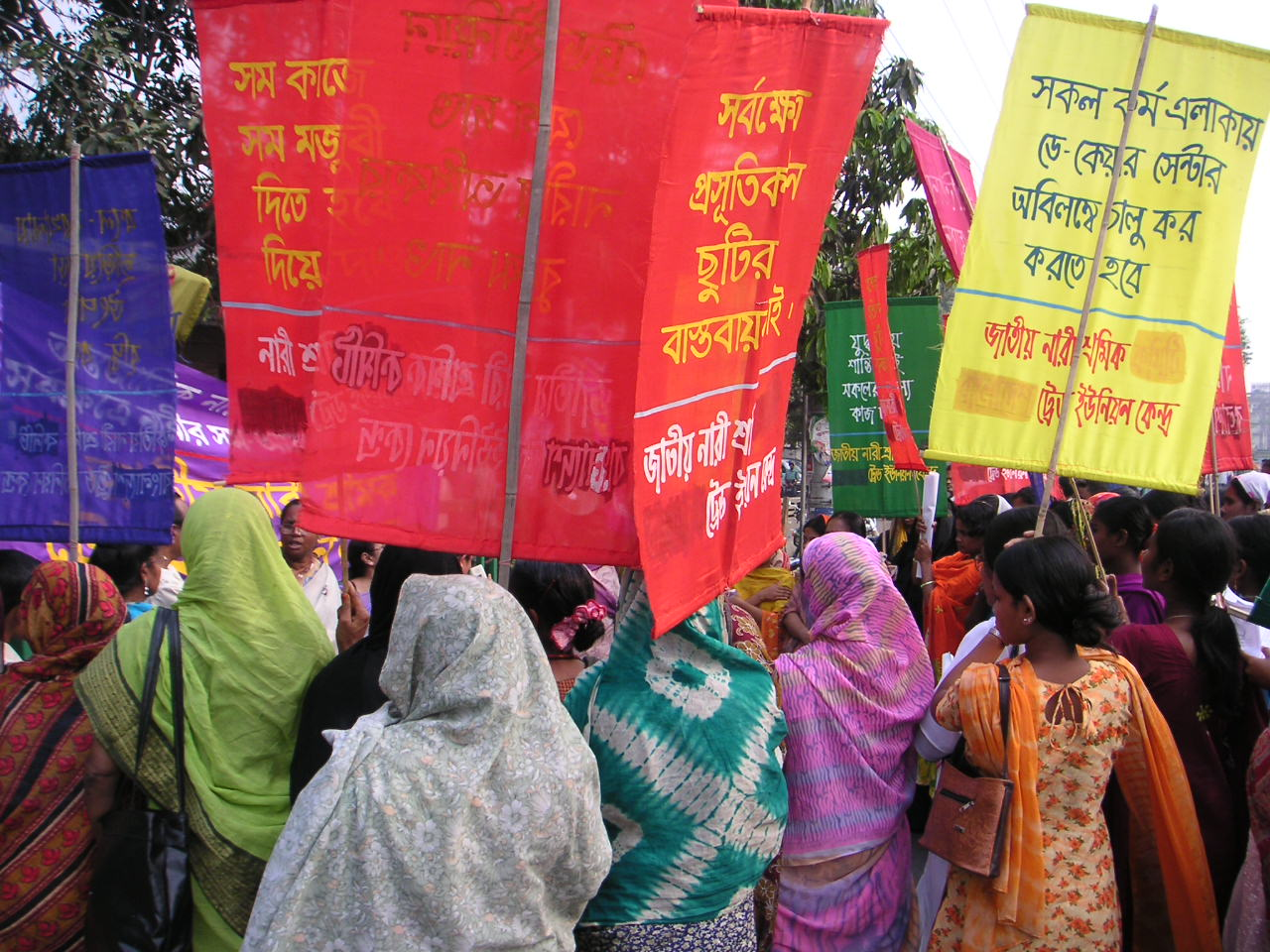
راهپیمایی روز جهانی زن در داکا.
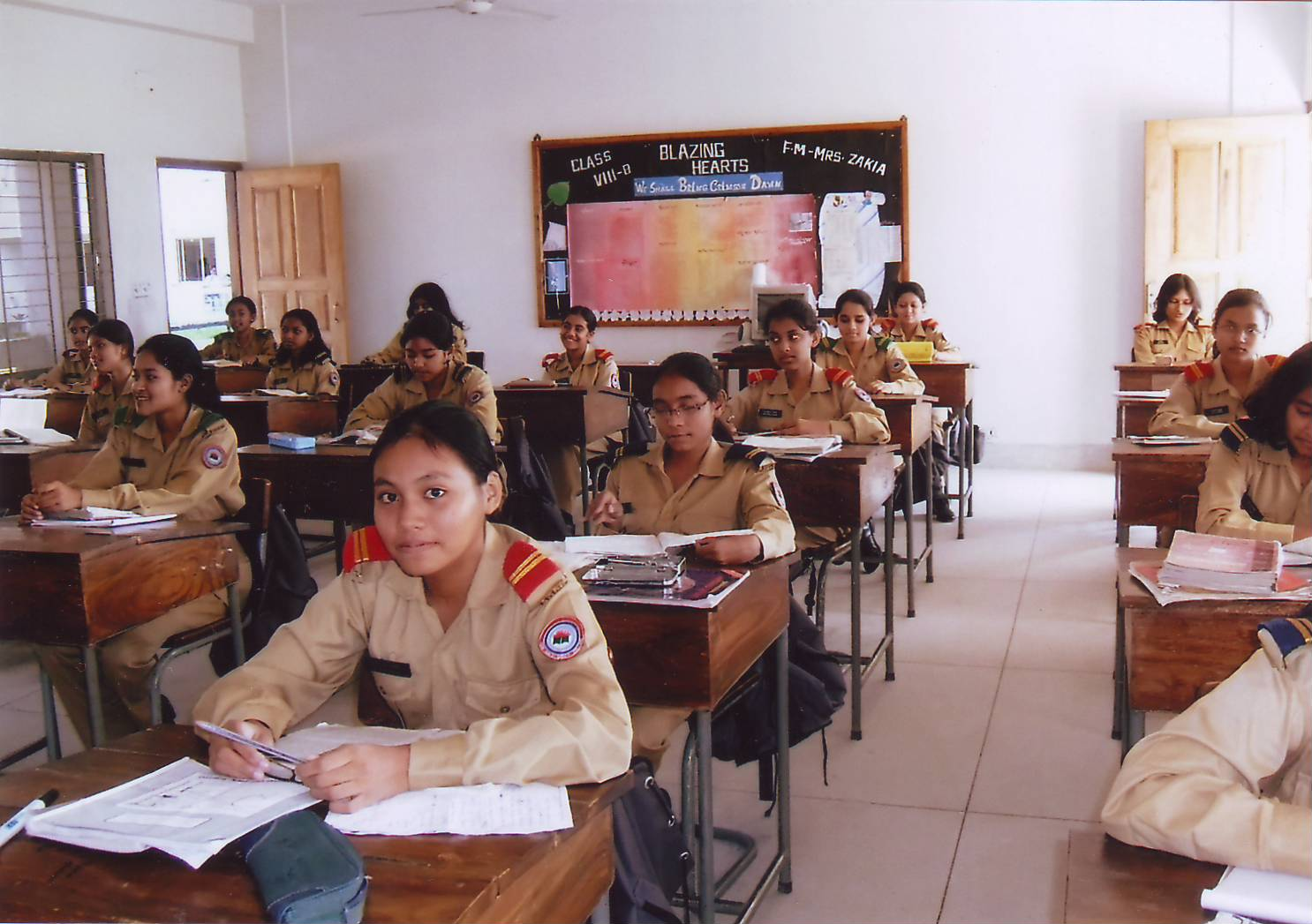
دانشکده دختران بنگلادشی.کالج کادر خلبانی
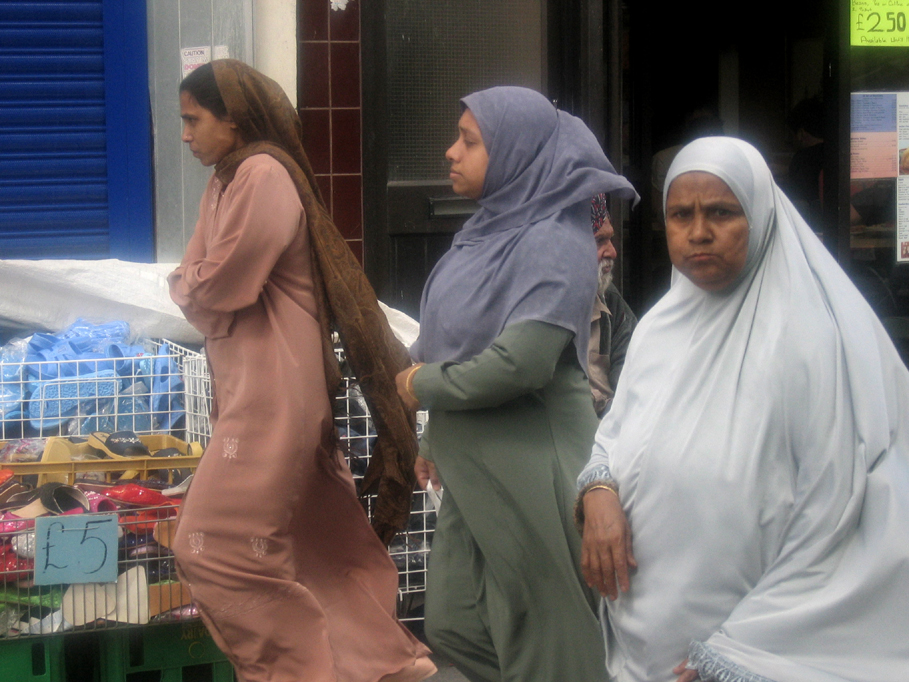
زنان بنگلادشی در وایتچاپل ، لندن. بریتانیا یکی از بزرگترین اجتماعات بنگلادشی در خارج از بنگلادش